# Józefa Lipartowska
Józefa Lipartowska (ur. 1842 w Gromcu, zm. najprawdopodobniej w Bączalu Dolnym) – polska pokojówka, jedna z nielicznych kobiet -  uczestniczek powstania styczniowego. Walczyła w oddziale Klemensa Miaskowskiego. Skazana na karę więzienia za aktywny udział w powstaniu narodowym. 

## Życiorys
Urodziła się w Gromcu, jako córka miejscowego zegarmistrza. Od lat wczesnej młodości była na służbie jako pokojówka u baronów Gostkowskich w majątku w Bączalu Dolnym. Tam pobierała naukę w zakresie szkoły powszechnej. Po wybuchu powstania w 1863 jako dwudziestoletnia dziewczyna wraz z bratem Franciszkiem, siostrą (służącą u Choynowskich w sąsiednim Bączalu Górnym) oraz Florianem Gostkowskim wyjechała do Krakowa i wzięła udział w powstaniu styczniowym w oddziale Klemensa Miaskowskiego. Bohatersko walczyła z bronią w ręku na terenie Małopolski: w bitwie pod Szycami, Gałęzowicami i Mrzygłodem. Została aresztowana 7 czerwca 1863 i odesłana pod nadzorem policyjnym do domu rodzinnego. Po dwóch miesiącach ponownie udała się do Krakowa, gdzie odszukała współwalczących w oddziale Miaskowskiego. Później wraz z kilkoma z nich została zakwaterowana w majątku Gostkowskich w Bączalu Dolnym. Powtórnie aresztowana 15 września 1863 roku i osadzona w więzieniu w Jaśle. Postawiona 8 maja 1864 przed sąd w Tarnowie nie wydała nikogo. Została skazana na 8 tygodni więzienia ze względu na młody wiek i brak wykształcenia. Po wyjściu z więzienia powróciła do Bączala i kontynuowała swoją profesję. Jej dalsze losy są nieznane.